# Upper Missouri River Breaks National Monument
Upper Missouri River Breaks National Monument ist ein Naturschutzgebiet vom Typ eines National Monuments im US-Bundesstaat Montana. Das Gebiet erstreckt sich am Oberlauf des Missouri River und heißt nach den Break genannten Steilufern aus Sandstein und Tonschiefern. Das kaum erschlossene Schutzgebiet wurde Anfang 2001 in seinen letzten Amtstagen von Präsident Bill Clinton errichtet und wird vom Bureau of Land Management verwaltet, einer Behörde des US-Innenministeriums.

## Beschreibung
Das Hochland von Montana besteht aus einer sanften Hügellandschaft, die mit einer trockenen Kurzgras-Prärie bestanden ist. Geologisch besteht es aus Sedimenten, die Flüsse von den Rocky Mountains in Form von Schwemmfächern in einem gewaltigen Binnenmeer abgelagert haben. Diese wurden in späteren Erdzeitaltern zu Sandstein, Tonschiefer und Schluffstein verdichtet. An zwei Stellen im Gebiet finden sich Reste von vulkanischen Schloten, die etwa 60 m über das umliegende Gelände ragen. 
In diese Landschaft hat sich der Missouri River eingegraben und die Schichtung der Gesteine an seinen Steilufern freigelegt. Das Schutzgebiet erstreckt sich am Fluss etwa in West-Ost-Richtung auf rund 240 km bei einer durchschnittlichen Breite von über 5 km. 
Im Gebiet leben 230 Vogel- und 60 Säugetierarten, es gehört damit zu den artenreichsten der Vereinigten Staaten und bewahrt den ursprünglichen Zustand der Great Plains. 
Befestigte Straßen gibt es nur an den Endpunkten des National Monuments, im Westen der U.S. Highway 87, im Osten bildet die Brücke des U.S. Highway 191 die Grenze. Unbefestigte Schotterstraßen reichen an verschiedenen Stellen in das Gebiet und im Sommerhalbjahr erlauben zwei Fähren, den Fluss zu überqueren. 
Das Monument war vor der Unterschutzstellung das größte unerschlossene Gebiet in Bundesbesitz in den 48 zusammenhängenden Bundesstaaten, das keiner speziellen Widmung unterlag. Im Osten überschneidet es sich geringfügig mit dem Charles M. Russel National Wildlife Refuge, der Fluss selbst war schon seit 1976 als Wild and Scenic River ausgewiesen.

## Geschichte
Die Ureinwohner der Breaks waren die Indianervölker der Blackfoot, Assiniboin, Gros Ventre, Absarokee (auch Crow genannt), Cree und Anishinabe (auch Ojibwa oder Chippewa). Auch sie waren in nennenswerter Zahl erst mit dem Aufkommen des Pferdes in die Region eingewandert, die vorher wegen der großen Entfernungen und der geringen Dichte von Nahrungsquellen unbesiedelbar war. Französischstämmige Trapper und Pelzhändler waren die ersten Weißen, die den Missouri im 18. Jahrhundert erkundeten. Die Lewis-und-Clark-Expedition kam 1805 durch das heutige Schutzgebiet und die Teilnehmer machten die ersten wissenschaftlichen Aufzeichnungen und Beschreibungen der Region. Hier entdeckten sie auch den ersten Gabelbock, den ein Weißer zu Gesicht bekam. 
Die großen amerikanischen Pelzgesellschaften Missouri Fur Company, Rocky Mountain Fur Company und vor allem die American Fur Company nutzen das Gebiet im ersten Drittel des 19. Jahrhunderts intensiv, bis in den 1830er Jahren die Biber-Bestände zusammenbrachen. In der Folge wurde die Region nach dem Heimstättengesetz locker besiedelt. In den 1840er und 1850er Jahren fanden am Missouri River mehrere große Verhandlungen zwischen den Vertretern der US-Regierung und den Indianern statt. 1877 querten die Nez Percé auf ihrer Flucht vor Verfolgung den Fluss im heutigen Schutzgebiet und wurden etwa 60 km nördlich des Missouri kurz vor der kanadischen Grenze von der Armee gestellt und mussten aufgeben (siehe: Feldzug gegen die Nez Percé). 
Ab 1897 lebte der Maler Charles M. Russell bei Great Falls und schuf viele seiner großformatigen Landschaftsgemälde mit Präriemotiven im heutigen Monument oder seiner unmittelbaren Umgebung. 

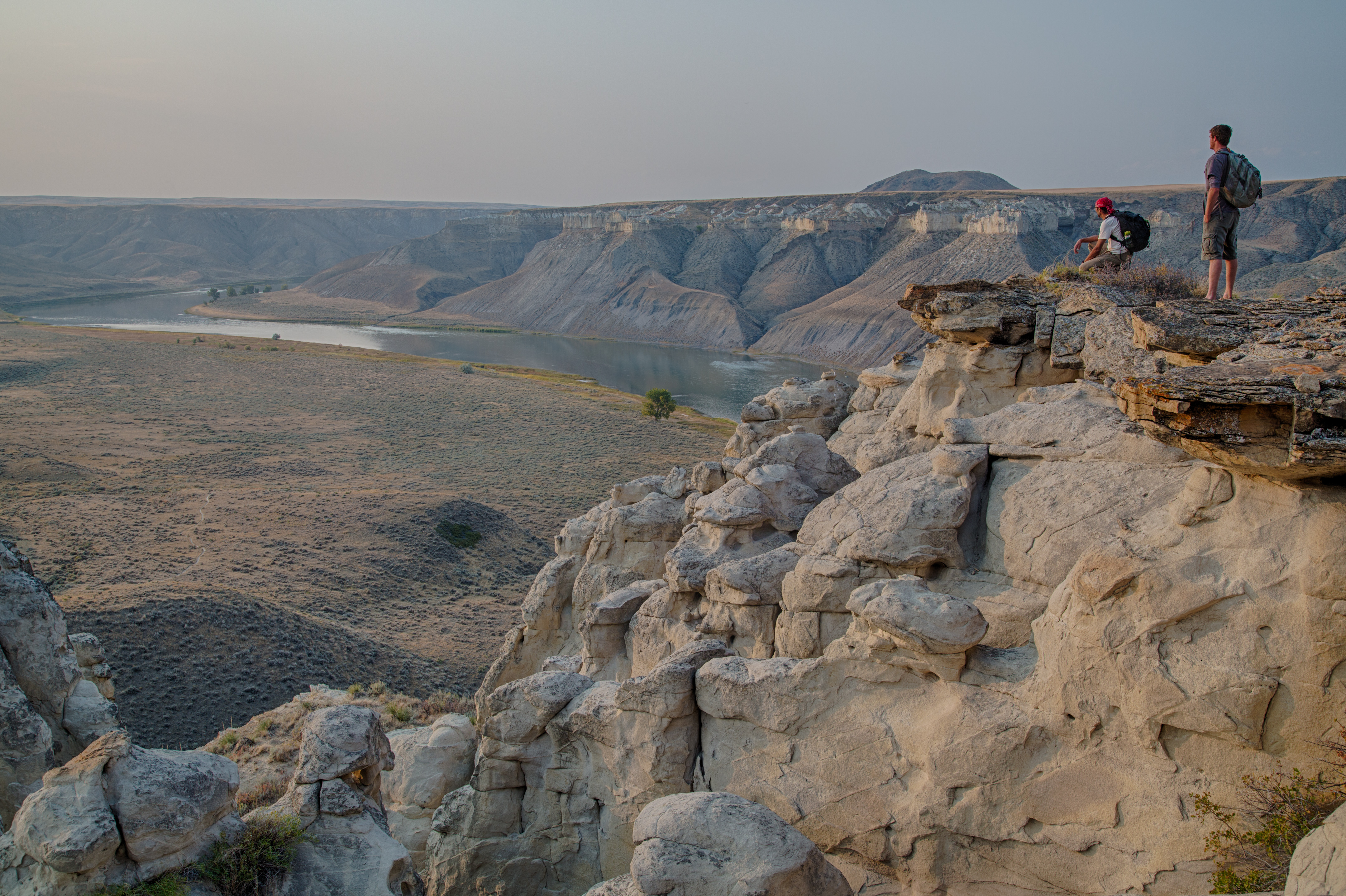
Hochland mit Erosionsformen
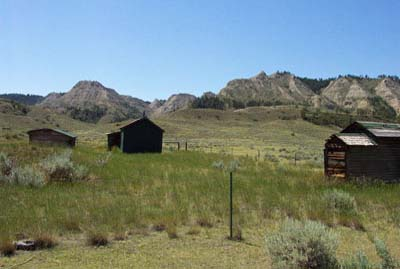
Blockhütten eines Siedlers
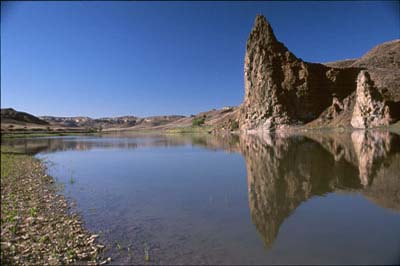
Citadel Rock, ein Sandsteinfelsen
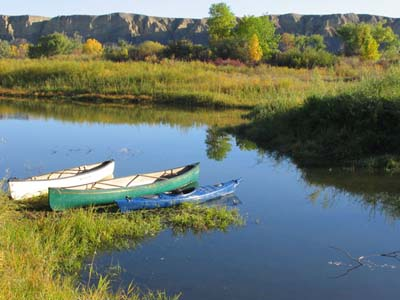
Kanus am Fluss

## Upper Missouri River Breaks heute
In Montana haben Jagd, Angelfischerei, Kanuwandern und andere touristische Aktivitäten im Jahr 2003 erstmals die Landwirtschaft als Wirtschaftszweig übertroffen. Das Upper Missouri River Breaks National Monument ist ein ausgezeichnetes Jagdgebiet auf Wapiti, Dickhornschaf, Maultierhirsch, Weißwedelhirsch und Gabelbock, auf Vögel der Prärie wie Beifußhuhn, mehrere Präriehuhnarten, Rebhuhn und Fasan und einige Wasservögel. 
Die Jagd sowie die bestehenden Nutzungsverträge über die Beweidung von Flächen in Bundesbesitz durch private Farmer bleiben auch nach der Unterschutzstellung dauerhaft bestehen. Aufgrund der Größe des Gebietes und der momentan geringen Intensität der Eingriffe halten sich die Nutzungskonflikte in Grenzen. 
Seit Ende 2006 ist in Fort Benton am Westrand des Monuments ein neues Besucherzentrum in Betrieb.